# Gragnano Trebbiense
Gragnano Trebbiense är en ort och kommun i provinsen Piacenza i regionen Emilia-Romagna i Italien. Kommunen hade 4 539 invånare (2018).